# Flyover country

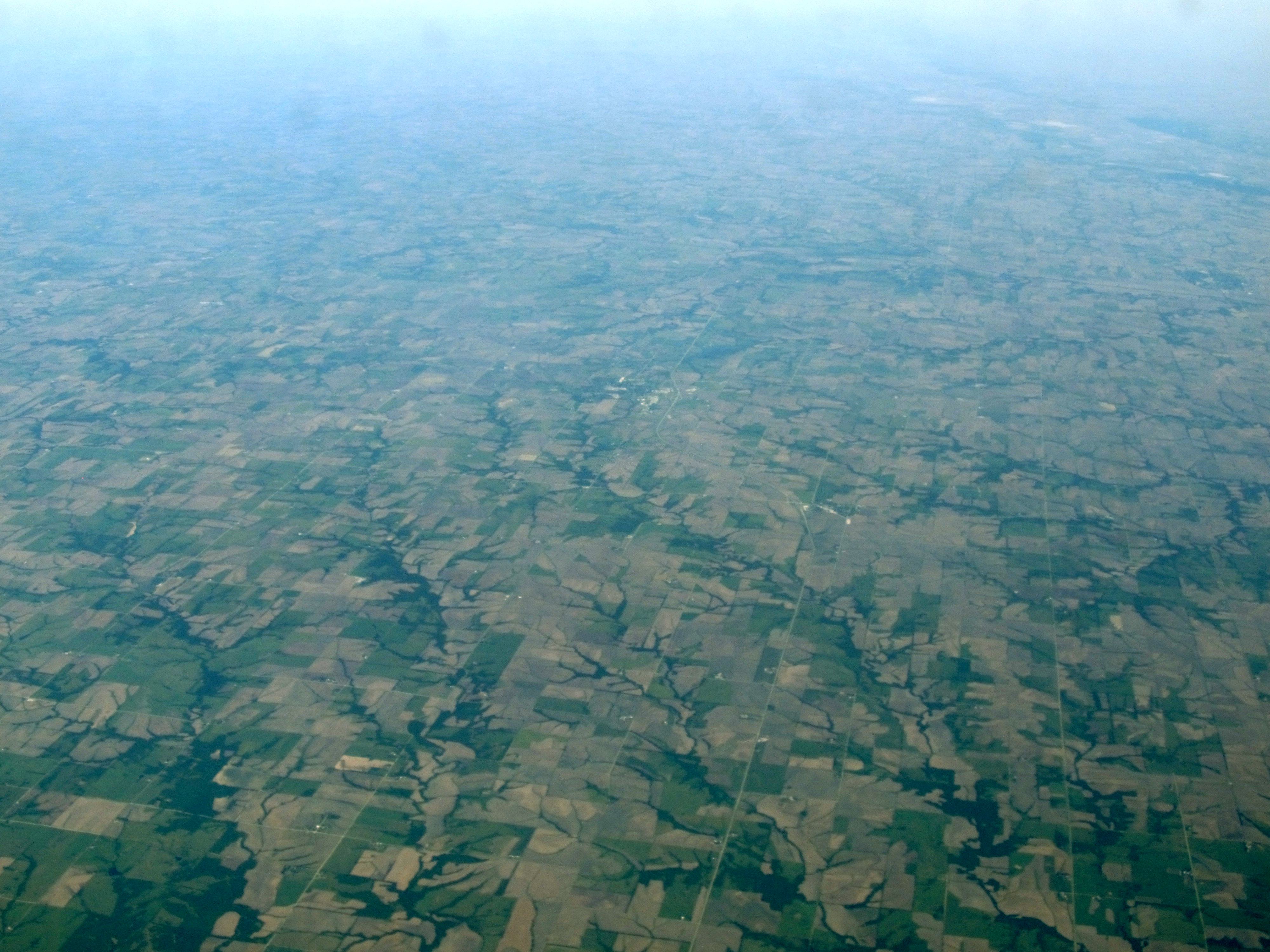
Luchtfoto van Kansas, vaak beschouwd als Flyover country

Flyover country, flyover states en Flyoverland (Nederlands, letterlijk: Overvliegland, Overvliegstaten) zijn soms pejoratief gebruikte Amerikaanse uitdrukkingen voor de delen van de Verenigde Staten tussen de Oostkust en de Westkust. De termen verwijzen naar de binnenlanden waar men overvliegt tijdens een rechtstreekse vlucht tussen de twee meest bevolkte agglomeraties van de Verenigde Staten, namelijk BosWash en Zuid-Californië. Flyover country refereert dus aan de gebieden die sommige Amerikanen uitsluitend waarnemen vanuit het vliegtuig zonder het ooit zelf vanaf het maaiveld te zien.
Hoewel de term veelal wordt geassocieerd met staten die gesitueerd zijn in het geografische midden van de Verenigde Staten, zijn het oostelijke Virginia, North Carolina en Pennsylvania de staten waar de meeste rechtstreekse vluchten overheen vliegen.
Gebieden die worden aangeduid als Flyover country kunnen onderling aanzienlijk verschillen in stedelijke ontwikkeling, cultuur en economisch klimaat.